# Masów
Masów (dodatkowa nazwa w j. niem. Massow) – wieś w Polsce, położona w województwie opolskim, w powiecie opolskim, w gminie Łubniany, 12 km w kierunku północno-wschodnim od Opola. Miejscowość zajmuje 230 hm² (ha), w tym 10 hm² (ha), ok. 4%, to lasy i mieszkają w niej 324 osoby (stan na 2002 r.). Większość zabudowy miejscowości jest skupiona wzdłuż ulicy Opolskiej, będącej główną drogą Masowa.
W miejscowości znajdują się m.in.: świetlica wiejska, boisko, leśnictwo, sklepy spożywczy i spożywczo-przemysłowy, bar, stadnina koni oraz wyróżniające się drzewo (lipa).
Miejscowość jest położona na Równinie Opolskiej, na Obszarze Chronionego Krajobrazu Lasy Stobrawsko-Turawskie, w pobliżu Stobrawskiego Parku Krajobrazowego, Borów Kupskich i Jeziora Turawskiego. Najbliższe (pozamiejskie) duże zakłady przemysłowe to: PGE Elektrownia Opole SA w Brzeziu. Najbliższe miasta to: Kluczbork, Olesno, Dobrodzień, Kolonowskie, Ozimek, Opole i Wołczyn. Zgodnie z uchwalonym w 1999 r. Studium Uwarunkowań i Kierunków Zagospodarowania Przestrzennego Gminy Łubniany Masów został objęty strefą K konserwatorskiej ochrony krajobrazu kulturowego.

## Administracja
| SIMC    | Nazwa | Rodzaj    |
| ------- | ----- | --------- |
| 0998777 | Kąt   | część wsi |

Masów należy administracyjnie do gminy Łubniany, w powiecie opolskim, w województwie opolskim. Miejscowość stanowi samodzielne sołectwo; w wyborach do Rady gminy tworzy razem z Łubnianami wspólny okręg wyborczy (nr 8), posiadający 3 mandaty. W obrębie Masowa wyróżniona jest administracyjnie 1 część miejscowości – Kąt.
W swojej historii miejscowość prawie zawsze była związana administracyjnie z Opolem: od 1815 r. do zakończenia II wojny światowej należała do powiatu opolskiego (niem. Landkreis Oppeln) w rejencji opolskiej (niem. Regierungsbezirk Oppeln), a od 1950 r., niezależnie od zmian podziału administracyjnego, należy do województwa opolskiego. W latach 1946–1950 miejscowość należała do województwa śląskiego.

## Infrastruktura

### Infrastruktura społeczna
Najbliższe ośrodek zdrowia i apteka znajdują się w Łubnianach; są to SPZOZ Gminny Ośrodek Zdrowia i Apteka „Pod Lipami”. Zgodnie z kontraktem NFZ-u, przypisaną do Masowa placówką świadczącą usługi w zakresie nocnej i świątecznej opieki zdrowotnej jest EMC Instytut Medyczny SA Szpital Świętego Rocha w Ozimku. Najbliższe jednostki państwowego ratownictwa medycznego znajdują się w Dobrzeniu Wielkim (specjalistyczny zespół ratownictwa medycznego) i Opolu (podstawowy i specjalistyczny zespół ratownictwa medycznego oraz szpitalny oddział ratunkowy). Najbliższa jednostka straży pożarnej to OSP Łubniany; jest to także najbliższa jednostka włączona do KSRG. W ramach struktury PSP Masów podlega pod KM PSP Opole. Masów należy do rejonu służbowego nr 39, sektora nr 20, komisariatu policji w Dobrzeniu Wielkim. W ramach podziału policji na komendy szczebla wojewódzkiego Masów podlega pod Komendę Miejską Policji w Opolu. Najbliższy Urząd pocztowy Poczty Polskiej SA znajduje się w Łubnianach.
Uczniowie z Masowa odbywają naukę w zakresie podstawowym w Publicznej Szkole Podstawowej w Łubnianach, a następnie w Publicznym Gimnazjum Gminnym w Biadaczu. Najbliższe placówki szkolnictwa ponadpodstawowego znajdują się w Opolu.

### Infrastruktura ekonomiczna
Masów jest zelektryfikowany, stelefonizowany i zwodociągowany. Operatorem sieci dystrybucji energii elektrycznej jest należąca do grupy Tauron EnergiaPro SA (oddział w Opolu, rejon Opole). Operatorem sieci telekomunikacyjnej jest Telekomunikacja Polska SA. W miejscowości znajduje się też publiczny automat telefoniczny. Masów jest przyłączony do administrowanego przez Urząd Gminy w Łubnianach tzw. wodociągu grupowego „Północ”, dla którego punktem zasilania jest ujęcie wody pitnej w Niwie.

### Komunikacja
Przez Masów przechodzą 2 drogi powiatowe: nr 1703 (ulica Opolska, prowadząca od Opola, przez Kępę, Luboszyce, Biadacz i Łubniany, do drogi wojewódzkiej nr 461) i nr 1725 (ulica Leśna, prowadząca przez Świerkle, Brzezie i Dobrzeń Wielki do Chróścic, do drogi powiatowej nr 1723) oraz 2 drogi gminne (ulice Kolanowska i Osowska). Poprzez drogi leśne możliwy jest też dojazd do miejscowości od strony Kolanowic, Osowca i Surowiny. Najbliższe drogi rangi krajowej i wojewódzkiej to: droga krajowa nr 45 (ok. 7 km – Opole, Kolanowice, ok. 9 km – Jełowa) oraz drogi wojewódzkie nr 454 (ok. 8 km – Czarnowąsy, ok. 10 km – Opole) i nr 461 (ok. 3 km – Łubniany).
Najbliższe stacje i przystanki kolejowe to: Jełowa (ok. 7 km), Opole Czarnowąsy (ok. 9 km), Opole Borki (ok. 10 km), Osowiec Przystanek (ok. 10 km), Osowiec Śląski (ok. 11 km) i Kotórz Mały (ok. 11 km), znajdujące się przy liniach kolejowych nr 277 (Opole – Wrocław przez Jelcz-Laskowice) i 301 (Opole – Namysłów), po których kursują pociągi Przewozów Regionalnych Sp. z o.o., relacji Opole – Jelcz-Laskowice (Czarnowąsy i Borki Opolskie) oraz Opole – Namysłów, Nysa – Kluczbork i Opole – Kluczbork (Kotórz Mały, Osowiec Przystanek, Osowiec Śląski i Jełowa). Najbliższe węzły kolejowe to: Jełowa (linie kolejowe nr 293 i nr 301) i Opole Główne (ok. 13 km; linie kolejowe: nr 132, nr 136, nr 144, 277, nr 287 i nr 301).
W Masowie znajdują się 3 przystanki autobusowe („Masów”, „Masów, centr.” i „Masów, skrz.”), przy których zatrzymują się autobusy Opolskiego PKS-u SA, kursujące na trasie Opole – Dąbrówka Łubniańska.
Przez Masów przechodzi Rowerowy Szlak Drewnianych Kościołów, na odcinku między Dobrzeniem Wielkim a Kolanowicami.

## Historia
Masów został założony 20 maja 1773 r., dekretem króla Fryderyka II. Wielkiego (kolonizacja fryderycjańska), a jego nazwa została nadana na cześć generała pruskiego, Hansa von Massowa. Miejscowość została zasiedlona Czechami. Od 1796 r. w miejscowości znajdował się drewniany budynek szkoły. Także w 1861 r. odnotowuje się istnienie w miejscowości 1-klasowej szkoły.
Do głosowania podczas plebiscytu uprawnionych było w Masowie 211 osób, z czego 173, ok. 82,0%, stanowili mieszkańcy (w tym 173, ok. 82,0% całości, mieszkańcy urodzeni w miejscowości). Oddano 209 głosów (ok. 99,1% uprawnionych), w tym 207 (ok. 98,1%) ważnych; za Niemcami głosowało 112 osób (ok. 53,6%), a za Polską 95 osób (ok. 45,5%). 1 kwietnia 1939 r. Masów został włączony do Łubnian. 1 czerwca 1948 r. nadano miejscowości, będącej wówczas związanej administracyjnie z Łubnianami, polską nazwę Masów. W okresie PRL-u w miejscowości funkcjonowała 3-klasowa szkoła podstawowa (edukcja w zakresie klas 4–8 odbywała się w placówce w sąsiednim Biadaczu).

### Liczba mieszkańców
| Rok                | 1783 | 1787 | 1819 | 1861 | 1890 | 1910 | 1925 | 1933 | 1946 | 1960 | 1965 | 1988 | 1994 | 2002 | 2009 |
| Liczba mieszkańców | 75   | 105  | 145  | 321  | 339  | 396  | 365  | 366  | 401  | 425  | 428  | 353  | 354  | 320  | 324  |

(Źródła)

## Zabytki

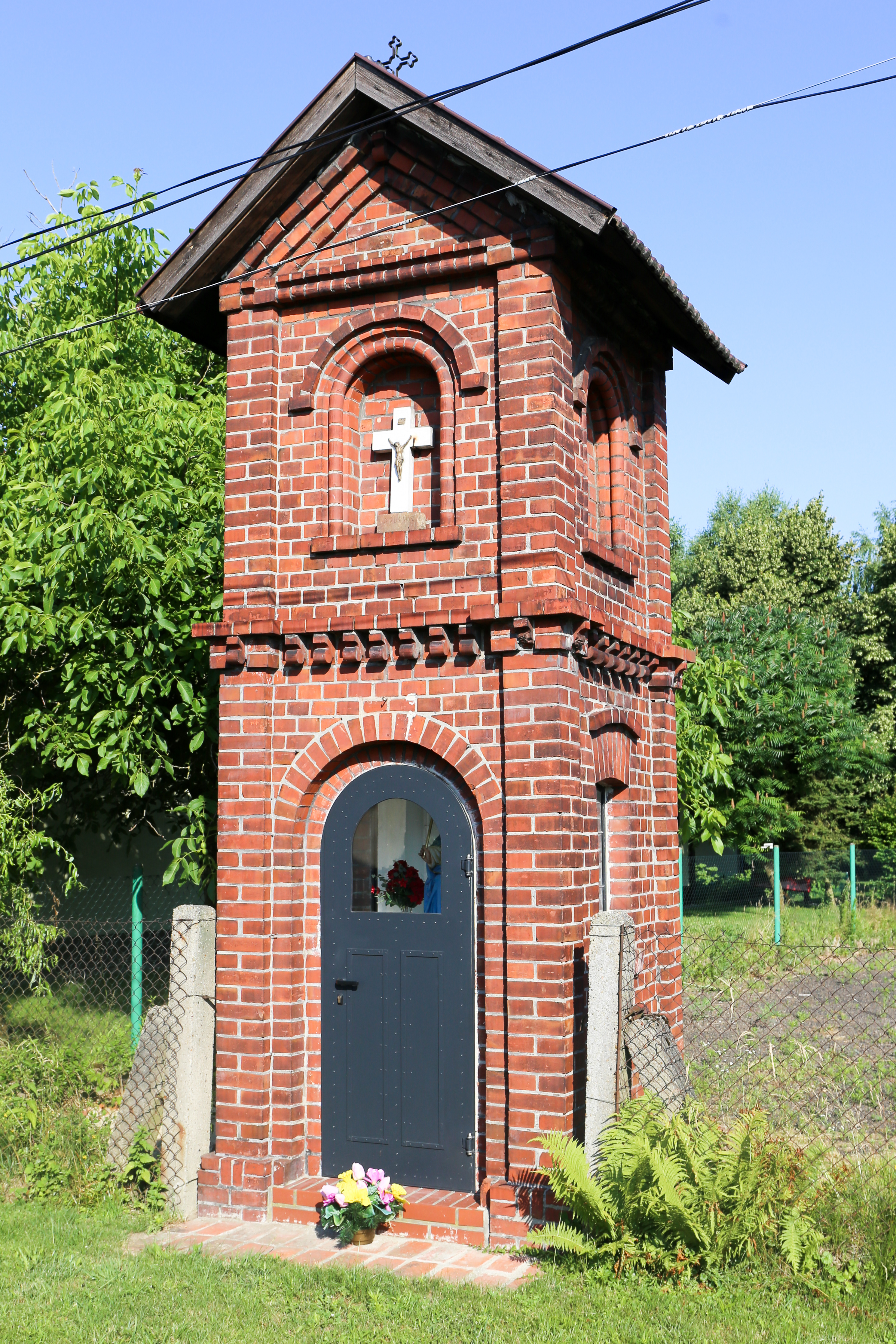
Neogotycka kapliczka

- murowana, neogotycka kapliczka; w środku 2 rzeźby: barokowo-ludowa, wzorowana na gotyckiej rzeźba Matki Bożej z Dzieciątkiem Tronującej i ludowa rzeźba Jana Nepomucena z XIX w.[38]